# Isognomon californicum
Isognomon californicum is een tweekleppigensoort uit de familie van de Pteriidae. De wetenschappelijke naam van de soort is voor het eerst geldig gepubliceerd in 1837 door Conrad.